# Klarius Mikkelsen
Pour les articles homonymes, voir Mikkelsen.
Mikal Klarius Mikkelsen, né le 13 avril 1887 à Sunde, Sandefjord où il est mort le 28 mars 1941, est un baleinier et explorateur norvégien. 

## Biographie
Capitaine du Thorshavn, il prend part à des expéditions en Antarctique dans les années 1930. Ainsi en 1930-1931, capitaine du Torlyn, il débarque en Terre de Lars-Christensen.
En 1933-1934, il effectue le tour complet de l'Antarctique sur le Thorshavn. Le 20 février 1935, il débarque aux collines de Vestfold sur la Côte d'Ingrid-Christensen. Il a avec lui sa femme Caroline Mikkelsen qui est ainsi la première femme à débarquer sur le continent Antarctique.